# Sascha Horvath
Sascha Horvath (Viena, 22 de agosto de 1996) es un futbolista austríaco. Juega de centrocampista y su equipo es el LASK Linz de la Bundesliga de Austria.

## Biografía
Nació en Viena el 22 de agosto de 1996 como hijo del futbolista aficionado Roman Horvath, quien hizo más de 200 apariciones en la liga regional de tercera clase durante sus días como jugador.
Comenzó su carrera poco después de su séptimo cumpleaños en septiembre de 2003 en la división juvenil del SV Schwechat, donde su padre jugaba en el equipo masculino en ese momento, y poco antes de su noveno cumpleaños en agosto de 2005, se trasladó al departamento juvenil de FK Austria Viena. Después de haber hecho apariciones regulares en la selección sub-13 en la temporada 2007/08, en la 2008/09, con 17 apariciones y un gol, ya era un miembro regular del muy fuerte equipo juvenil ofensivo que ganó el título de subcampeón detrás de la sub-13 de First Vienna Football Club 1894. Además, en este momento ya realizó misiones puntuales en la selección Sub-14, que celebró el título de campeonato esta temporada. En 2009/10 pudo demostrar su potencial como goleador con la selección austriaca sub-15, que posteriormente volvió a ser campeona. Como miembro habitual del equipo de la academia Sub-15, para quien Horvath fue utilizado en los 22 partidos de liga en la temporada 2010/11 y marcó siete goles, volvió a ser campeón. En la siguiente temporada 2011/12, el mediocampista fue utilizado por primera vez en el equipo de la academia Sub-18, hizo nueve apariciones y dos hits en la "ÖFB Jugendliga U18" y fue subcampeón detrás del equipo de la academia de Red Bull Salzburgo.
El 2 de marzo de 2012, el centrocampista participó en la victoria en casa por 3-0 ante el SKU Amstetten por primera vez en el segundo equipo de Austria en la Austrian Regional League. Después de un total de once apariciones y su primer gol en el área de adultos, que anotó el 16 de mayo como punta colgante en la derrota por 2-1 ante el equipo de la Floridsdorfer AC, Horvath y el equipo terminaron la temporada en el tercer lugar en el campeonato. Después de que no se sabe nada específico sobre las apariciones juveniles en la temporada 2012/13, se convirtió en un habitual en el mediocampo del equipo de la liga regional esta temporada. Se compararon 21 partidos de liga con un gol y cuatro asistencias; la temporada finalizaron a tres puntos de Parndorf que terminó en segundo lugar.
Además de nueve apariciones regionales y una asistencia, Sascha Horvath fue en 2013/14 parte del equipo de FK Austria Viena que participó en la Liga Juvenil de la UEFA 2013-14. Allí llevó al equipo como capitán a octavos de final, donde quedó eliminado de la competición tras un 1:4 ante el posterior finalista SL Benfica. Con el equipo de la liga regional volvió a ser subcampeón. También celebró su debut en la Bundesliga Austríaca esta temporada cuando sustituyó a Marin Leovac en el minuto 80 en una victoria a domicilio por 3-0 ante el SC Wiener Neustadt. Al final de la temporada, llevó a Horvath, que estuvo en el equipo profesional por un corto tiempo, pero sin trabajo, a 12 apariciones en la Bundesliga Austríaca y alcanzó el cuarto lugar en la tabla con el equipo en la clasificación final. Después de 17 apariciones sin goles en la liga regional y dos apariciones en la Bundesliga Austríaca igualmente sin goles, no pudo lograr ninguna posición significativa en la tabla con ninguno de los equipos en 2014/15.
Después de que el FK Austria Viena ya anunciara la salida de Horvath al final de la temporada a finales de mayo de 2015, se dio a conocer su paso al competidor de la liga SK Sturm Graz, con quien el entonces 38 veces joven jugador nacional firmó un contrato de tres años el 3 de junio de 2015.

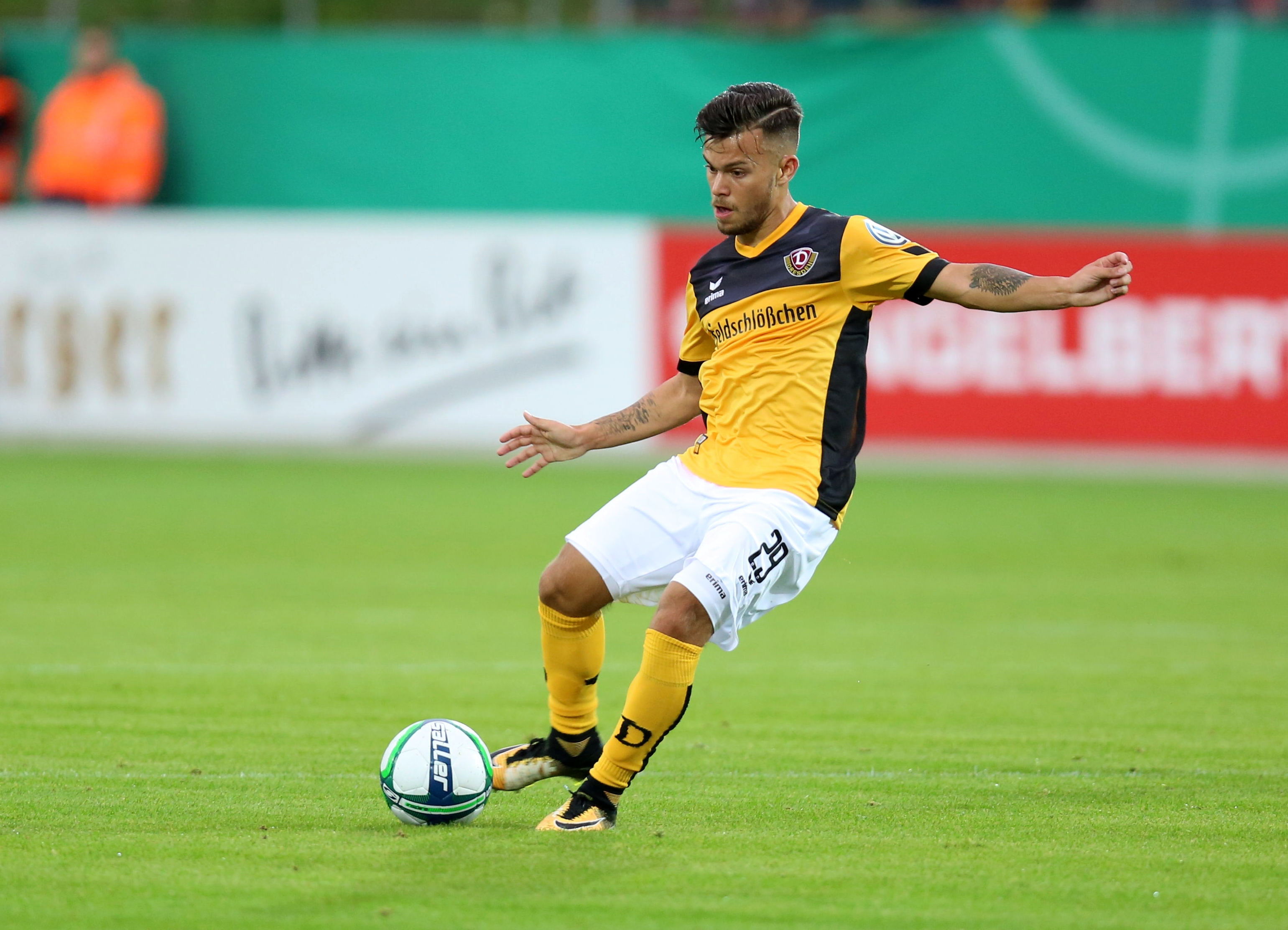
Sascha Horvath con la camiseta del Dynamo Dresden (2017).

Para la temporada 2017/18, se trasladó a Alemania para jugar en el equipo de la 2. Liga Dinamo Dresde, con quien recibió un contrato válido hasta junio de 2021. En febrero de 2019, regresó cedido a Austria para el recién ascendido FC Wacker Innsbruck de la Bundesliga Austríaca, con quien descendió nuevamente al final de la temporada. Una vez finalizado el préstamo, regresó a Dresde para la temporada 2019/20. Con el Dinamo Dresde llegó a 23 apariciones más en la 2. Liga antes de ser relegado a la 3. Liga con el club al final de la temporada.
Después de una asignación de tercera división, regresó a Austria en octubre de 2020 y se unió al TSV Hartberg, con quien recibió un contrato que se extendió hasta junio de 2022.

## Selección nacional
Horvath hizo su debut en una selección juvenil de Austria el 11 de mayo de 2011 en una victoria por 1-0 sobre sus compañeros de la vecina Eslovaquia, cuando jugó desde el principio y fue reemplazado en el minuto 41 por su compañero de club Michael Endlicher. En el transcurso del año, siguieron dos partidos amistosos internacionales sub-16 más, en los que también marcó un gol, antes de unirse a la selección sub-17 con Hermann Stadler al año siguiente. Finalmente debutó el 21 de marzo de 2012 en una victoria por 3-1 sobre la selección checa Sub-17, donde fue utilizado desde el inicio. El gol de apertura marcó para Austria en el minuto 14 de partido tras una carrera en solitario del 1-0 y fue reemplazado en el minuto 57 por Adnan Ramakić, hijo de Ervin Ramakić. Después de otros doce partidos internacionales amistosos, dos goles y una asistencia, Horvath participó con los austríacos en el Campeonato Europeo Sub-17 de la UEFA 2013 en Eslovaquia. Allí fue utilizado en los tres partidos de su equipo como mediocampista central y se retiró con el equipo en la fase de grupos del actual torneo.

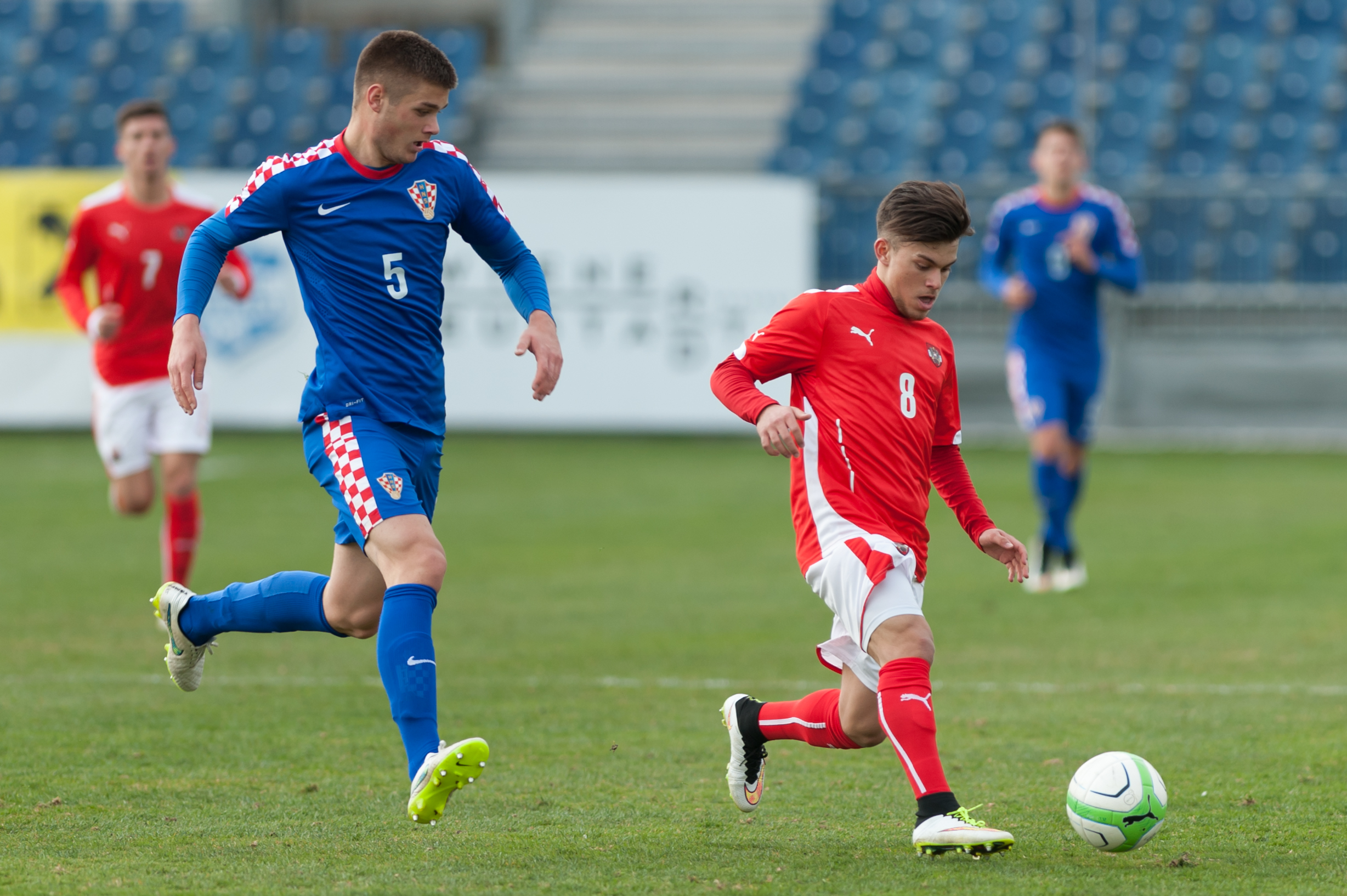
Sascha Horvath (derecha) lucha por el balón frente a Duje Ćaleta-Car (2015).

Después de ser utilizado en la victoria por 2-1 sobre la selección sub-17 de Italia en el medio tiempo el 14 de agosto de 2013, ya no estuvo en el equipo en los siguientes siete partidos internacionales antes de regresar al equipo a mediados de octubre con un amistoso. Vuelve en el partido contra Costa de Marfil. Poco después, viajó con el equipo a los Emiratos Árabes Unidos, donde participó en la Copa Mundial de Fútbol Sub-17 de 2013. El centrocampista ofensivo y el equipo terminaron el Mundial en la última posición del Grupo E detrás de Argentina, Irán y Canadá. En el empate 2-2 ante la Sub-17 de Canadá, único punto alcanzado por Austria, marcó tras una presentación de Daniel Ripicel primer gol a 1-0. Después de haber completado 21 partidos internacionales para la selección nacional austríaca sub-17 entre 2012 y 2013, fue utilizado por primera vez en la siguiente selección sub-18 en junio de 2014.
Después de tres apariciones en unos pocos días en la clasificación para el Campeonato Europeo de la UEFA Sub-19 2014, él y el equipo participaron en el torneo posterior en Hungría en julio, donde el equipo llegó a las semifinales, donde fue superado claramente por 0:4 contra el posterior campeón del torneo, Alemania. Horvath, que fue utilizado para el equipo en los cuatro partidos, pudo clasificar con el equipo para la Copa Mundial de Fútbol Sub-20 de 2015 en Nueva Zelanda debido a la buena actuación. En los meses siguientes, Horvath hizo otro partido amistoso internacional, así como seis apariciones en el Campeonato Europeo de la UEFA Sub-19 2015, en el que él y el equipo ganaron cinco veces y, por lo tanto, se clasificaron para el torneo final en Grecia. Al final, Sascha Horvath no fue convocado para el equipo que participó en el Mundial Sub-20 en mayo o junio de 2015.
En noviembre de 2015 debutó ante Finlandia por la selección Sub-21.